# Port Moody—Westwood—Port Coquitlam
Port Moody—Westwood—Port Coquitlam est une ancienne circonscription électorale fédérale canadienne de la Colombie-Britannique, représentée de 2004 à 2015.

## Circonscription fédérale
La circonscription se situait au sud-ouest de la Colombie-Britannique et représentait les villages d'Anmore et de Belcarra, la ville de Port Coquitlam et le nord de la baie Burrard.
Les circonscriptions limitrophes étaient Burnaby—Douglas, Pitt Meadows—Maple Ridge—Mission, Fleetwood—Port Kells, New Westminster—Coquitlam, North Vancouver et West Vancouver—Sunshine Coast—Sea to Sky Country. 
Elle possédait une population de 116 563 personnes, dont 78 586 électeurs, sur une superficie de 716 km².

## Résultats électoraux
|       | Candidat            | Parti        | # de voix | % des voix |
|       | (x) James Moore     | Conservateur | +27 181,  | 56,07 %    |
|       | Stewart McGillivray | Libéral      | +04 110,  | 8,48 %     |
|       | Mark Ireland        | NPD          | +14 600,  | 30,12 %    |
|       | Kevin Kim           | Vert         | +02 161,  | 4,46 %     |
|       | Paul Geddes         | Libertarien  | +00421,   | 0,87 %     |
| Total | Total               | Total        | 48 473    | 100 %      |

|       | Candidat        | Parti        | # de voix | % des voix |
|       | (x) James Moore | Conservateur | +25 535,  | 54,61 %    |
|       | Ron McKinnon    | Libéral      | +06 918,  | 14,79 %    |
|       | Zoe Royer       | NPD          | +10 418,  | 22,28 %    |
|       | Rod Brindamour  | Vert         | +03 568,  | 7,63 %     |
|       | Lewis Dahlby    | Libertarien  | +00321,   | 0,69 %     |
| Total | Total           | Total        | 46 760    | 100 %      |

## Historique
La circonscription est créée en 2003 par une division de Port Moody—Coquitlam—Port Coquitlam. Abolie lors du redécoupage de 2012, elle est redistribuée parmi Coquitlam—Port Coquitlam et Port Moody—Coquitlam.
1. 2004-2015 — James Moore, PCC (député depuis 2000)

- PCC = Parti conservateur du Canada

1. ↑  Élections Canada.